# Diocese de El Vigía-San Carlos del Zulia
A Diocese de El Vigía-San Carlos del Zulia (em latim: Dioecesis Vigilantis-Sancti Caroli Zuliensis) é uma diocese localizada nas cidades de El Vigía e San Carlos del Zulia, na Arquidiocese Católica Romana de Maracaibo, na Venezuela.

## História
Em 7 de julho de 1994, o Beato João Paulo II fundou a Diocese de El Vigía-San Carlos del Zulia da Diocese de Cabimas, Arquidiocese Metropolitana de Maracaibo e Arquidiocese Metropolitana de Mérida.

## Bispos

### Ordinários
- William Enrique Delgado Silva (14 de abril de 1999 - 26 de julho de 2005) Nomeado Bispo de Cabimas
- José Luis Azuaje Ayala (15 de julho de 2006 - 30 de agosto de 2013)
- Juan de Dios Peña Rojas (17 de abril de 2015 - presente)

### Outro padre desta diocese que se tornou bispo
- Víctor Hugo Basabe, nomeado bispo de San Felipe